# Лінія (Гредіштя, Вилча)
Лінія (рум. Linia) — село у повіті Вилча в Румунії. Входить до складу комуни Гредіштя.
Село розташоване на відстані 188 км на захід від Бухареста, 50 км на південний захід від Римніку-Вилчі, 64 км на північ від Крайови.

## Населення
За даними перепису населення 2002 року у селі проживали 743 особи.
Національний склад населення села:
| Національність | Кількість осіб | Відсоток |
| -------------- | -------------- | -------- |
| румуни         | 644            | 86,7%    |
| цигани         | 98             | 13,2%    |

Рідною мовою назвали:
| Мова      | Кількість осіб | Відсоток |
| --------- | -------------- | -------- |
| румунська | 645            | 86,8%    |
| циганська | 98             | 13,2%    |